# Сан-Хосе-де-Фелисьяно
Сан-Хосе-де-Фелисьяно (исп. San José de Feliciano) — город и муниципалитет в департаменте Сан-Хосе-де-Фелисьяно провинции Энтре-Риос (Аргентина), административный центр департамента.

## История
В 1606 году Фелисьяно Родригес, сопутствовавший Хуану де Гарай при основании Санта-Фе, получил в этих местах землю и основал редукцию для индейцев. В 1730 году священник Поликарпо Дуфо учредил здесь миссию.
После того, как в 1768 году произошло изгнание иезуитов, местные жители в 1771 году попросили построить им часовню. В 1818 году была построена церковь, а в 1823 году был официально образован населённый пункт. В 1826 году он получил статус городка (вилья).
Во время эпохи гражданских войн город был в 1839 году разграблен и сожжён дотла войсками Мануэля Висенте Рамиреса. Согласно переписи 1849 года, в Сан-Хосе-де-Фелисьяно проживало всего 120 человек. В 1864 году по распоряжению губернатора Хусто Хосе де Уркисы город был восстановлен. В 1873 году был образован муниципалитет.